# 双桥河镇
双桥河镇，是中华人民共和国天津市津南区下辖的一个乡镇级行政单位。
2020年7月，全国爱卫会命名双桥河镇为2017-2019周期国家卫生乡镇。

## 行政区划
双桥河镇下辖以下地区：
东咀村、东泥沽村、小韩庄村、西官房村、西泥沽村、柴庄子村、孙庄子村、东周庄村、王庄村、西周庄村、南房子村、李家圈村、刘家圈村、闫家圈村、韩家圈村、小营盘村和工业园社区。